# Xertigny
Xertigny egy település és község (commune) Franciaországban, Lotaringia régió Vosges megyéjében.

## Földrajz
A település a Vôge fennsíkján fekszik, Épinaltól 17 km-re délre, Remiremont-tól 19 km-re nyugatra és Bains-les-Bains-től 12 km-re északkeletre.

## Történelem
A település kezdetben római tábor volt Certinium néven a Bains-les-Bains és Baccarat közötti út mentén.

## Fordítás
- Ez a szócikk részben vagy egészben a Xertigny című francia Wikipédia-szócikk ezen változatának fordításán alapul.  Az eredeti cikk szerkesztőit annak laptörténete sorolja fel. Ez a jelzés csupán a megfogalmazás eredetét és a szerzői jogokat jelzi, nem szolgál a cikkben szereplő információk forrásmegjelöléseként.

### Külső hivatkozások
- Hivatalos honlap (francia)